# Georg Richard Lewin
Georg Richard Lewin, född 25 april 1820 i Sondershausen, död 1 november 1896, var en tysk läkare.
Lewin studerade i Halle an der Saale och i Berlin, där han var lärjunge till Johannes Peter Müller, och tog medicinsk examen 1845. Han påbörjade därefter experimentalpatologiska studier och uppmärksammades för sina undersökningar om fosfors inverkan på organismen (Über die Wirkung des Phosphors auf den Organismus mit dem Nachweis der konsekutiven fettigen Degeneration der Leber, 1861). Då Johann Nepomuk Czermak hade infört laryngoskopin, blev han laryngolog och samlade sina erfarenheter i Klinik der Krankheiten des Kehlkopfes och i Die Inhalationstherapie in Krankheiten der Respirationsorgane (andra upplagan 1865).
Lewin skrev även om en mängd andra ämnen, särskilt om cysticercus celluloae, parasitär sykos, argyros, Addisons sjukdom, akromegali och sklerodermi. År 1865 övertog han chefsposten vid Charitésjukhusets avdelning för syfilis och hudsjukdomar, där han först av alla (1869) införde behandlingen med subkutana sublimatinjektioner (Behandlung der Syphilis mit subcutanen Sublimatinjectionen). År 1868 utnämndes han till extra professor.

## Fotnoter
1. 1 2 3 4 5 6 7 8 9 10 11 12  Anton Bettelheim (red.), Biographisches Jahrbuch und Deutscher Nekrolog, vol. 1, unknown value, s. 155-156, läs online, läs online, läs online, läs online och läs online .[källa från Wikidata]
2. 1 2 3 4  Deutsche Biographie, Bayerische Staatsbibliothek och Historische Kommission bei der Bayerischen Akademie der Wissenschaften, Deutsche Biographie-ID: 1019070080.[källa från Wikidata]
3. ↑  SNAC, SNAC Ark-ID: w64r2f9t, läs online, läst: 9 oktober 2017.[källa från Wikidata]
4. ↑  Base biographique, Bibliothèque interuniversitaire de santé, BIU Santé person-ID: 20716.[källa från Wikidata]